# Chemin de fer d'intérêt local
 (décembre 2021).
Si vous disposez d'ouvrages ou d'articles de référence ou si vous connaissez des sites web de qualité traitant du thème abordé ici, merci de compléter l'article en donnant les références utiles à sa vérifiabilité et en les liant à la section « Notes et références ».
Pour les articles homonymes, voir CFIL.
Un chemin de fer d'intérêt local (CFIL) est un chemin de fer secondaire affecté au transport de voyageurs et de marchandises à l'intérieur d'un département. 
Contrairement au chemin de fer d'intérêt général, concernant des relations entre les départements.
Le chemin de fer d'intérêt local peut prendre diverses formes :
- En France, la voie ferrée d'intérêt local est une VFIL;
- En Amérique du nord, un CFIL est une shortline;
- En Autriche et en Allemagne, les CFIL sont appelés {{lang{\displaystyle }|de|Lokalbahn}}.

## Liste des chemins de fer d'intérêt local en France par département
- 01 (Ain) Tramways de l'Ain
- 02 (Aisnes) Compagnie des chemins de fer du Sud de l'Aisne
- 03 (Allier) Réseau de l'Allier
- 07 (Ardèche) Tramways de l'Ardèche
- 08 (Ariège)  Compagnie des tramways électriques de l'Ariège
- 10 (Aube) Compagnie des chemins de fer départementaux de l'Aube
- 11 (Aude) Tramways de l'Aude
- 14 (Calvados) Chemins de fer du Calvados
- 28 (Eure et Loir) Tramways d'Eure-et-Loir
- 31 (Haute Garonne) Chemins de fer du Sud-Ouest
- 81 (Tarn) Compagnie des chemins de fer à voie étroite et tramways à vapeur du Tarn
- 81 (Tarn) Voies ferrées départementales du Midi
- 81 (Tarn) Chemins de fer départementaux du Tarn